# 阿尔扎凯纳
阿尔扎凯纳（義大利語：Arzachena），是意大利撒丁大区薩薩里省的一个市镇。总面积228.61平方公里，人口13149人，人口密度57.5人/平方公里（2009年）。ISTAT代码为104004。